# Vandeuil
Vandeuil – miejscowość i gmina we Francji, w regionie Grand Est, w departamencie Marna.
Według danych na rok 2012 gminę zamieszkiwało 212 osób, a gęstość zaludnienia wynosiła 39,5 osób/km².